# اومیهاچیمان، شیگا
۳۵°۸′ شمالی ۱۳۶°۶′ شرقی / ۳۵٫۱۳۳°شمالی ۱۳۶٫۱۰۰°شرقی
اومیهاچیمان در استان شیگا در کشور ژاپن واقع شده‌است که دارای جمعیت ۶۹٬۱۱۶ نفر و مساحت ۱۵۳٫۰۹ کیلومتر مربع با تراکم جمعیت ۴۵۱ نفر در کیلومترمربع است و در تاریخ ۳۱ مارس ۱۹۵۴ به عنوان شهر شناخته شد.

## نگارخانه

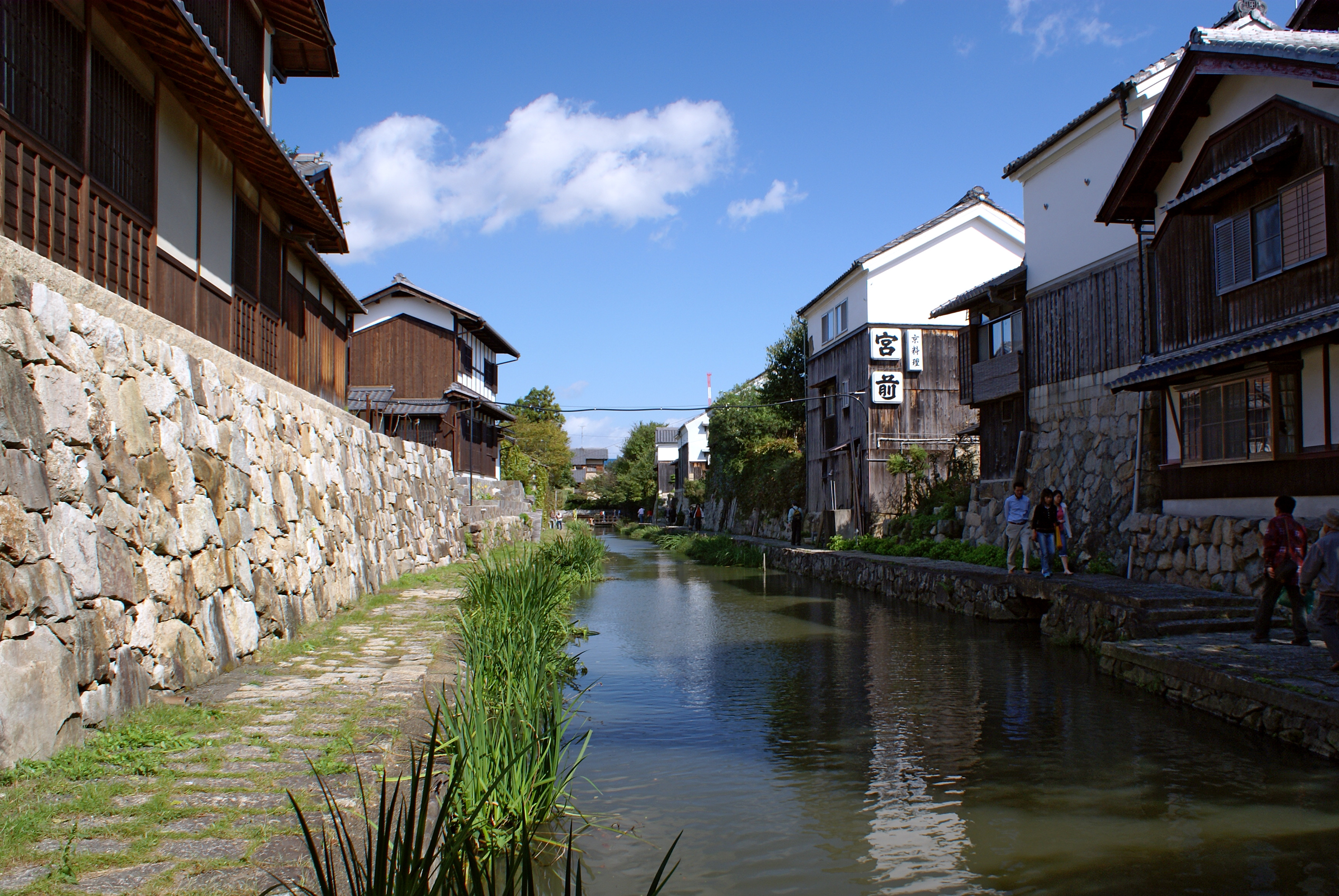
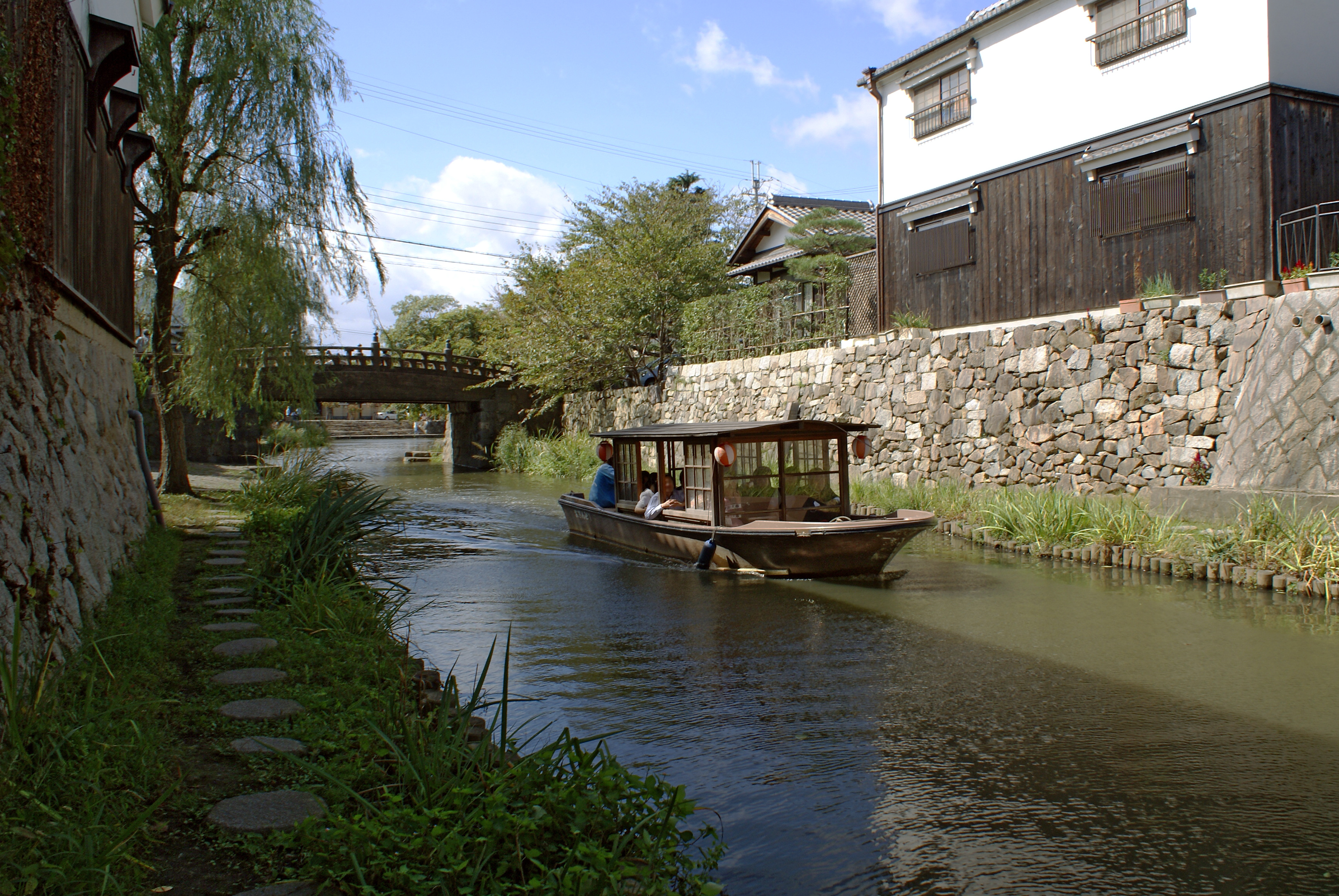
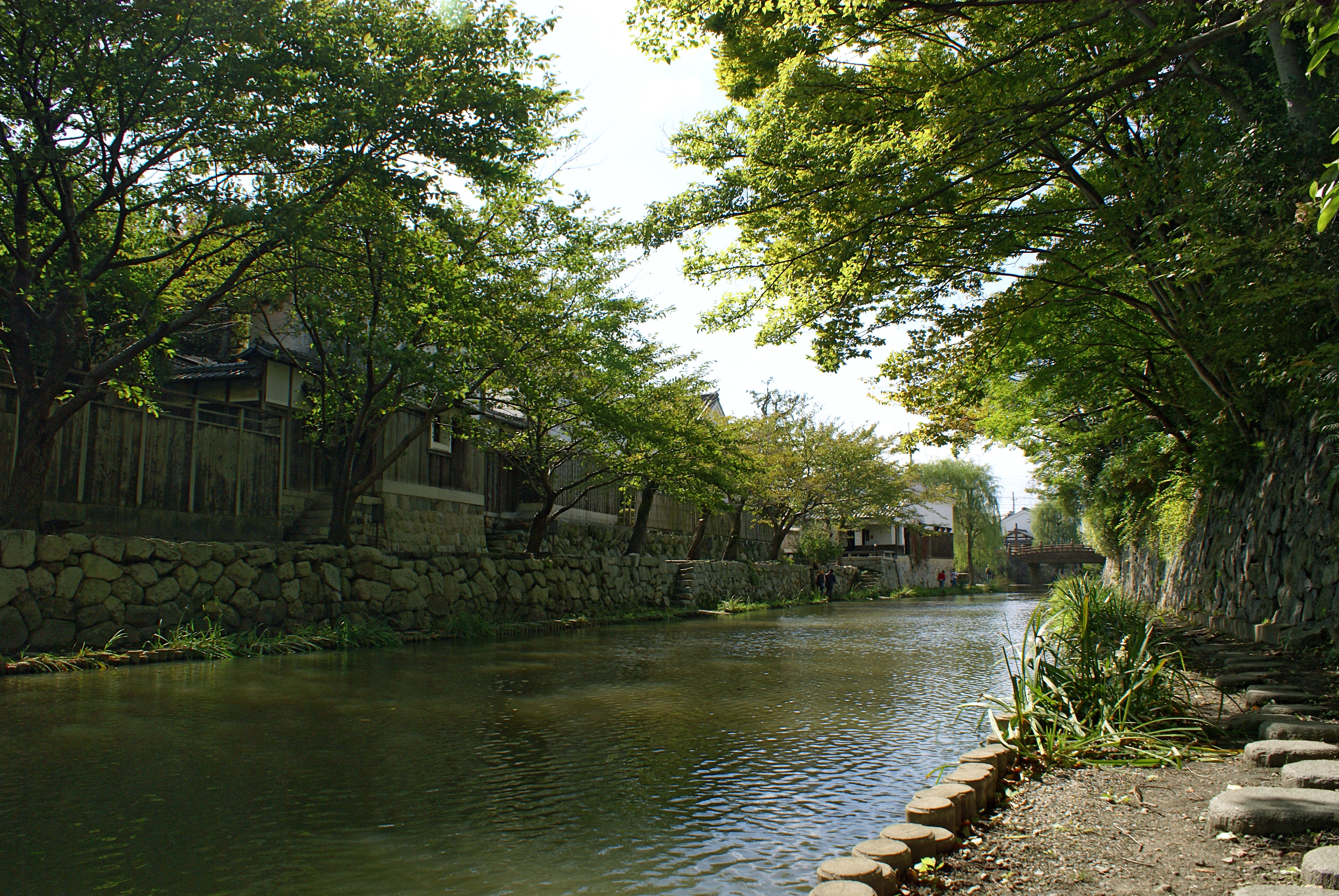
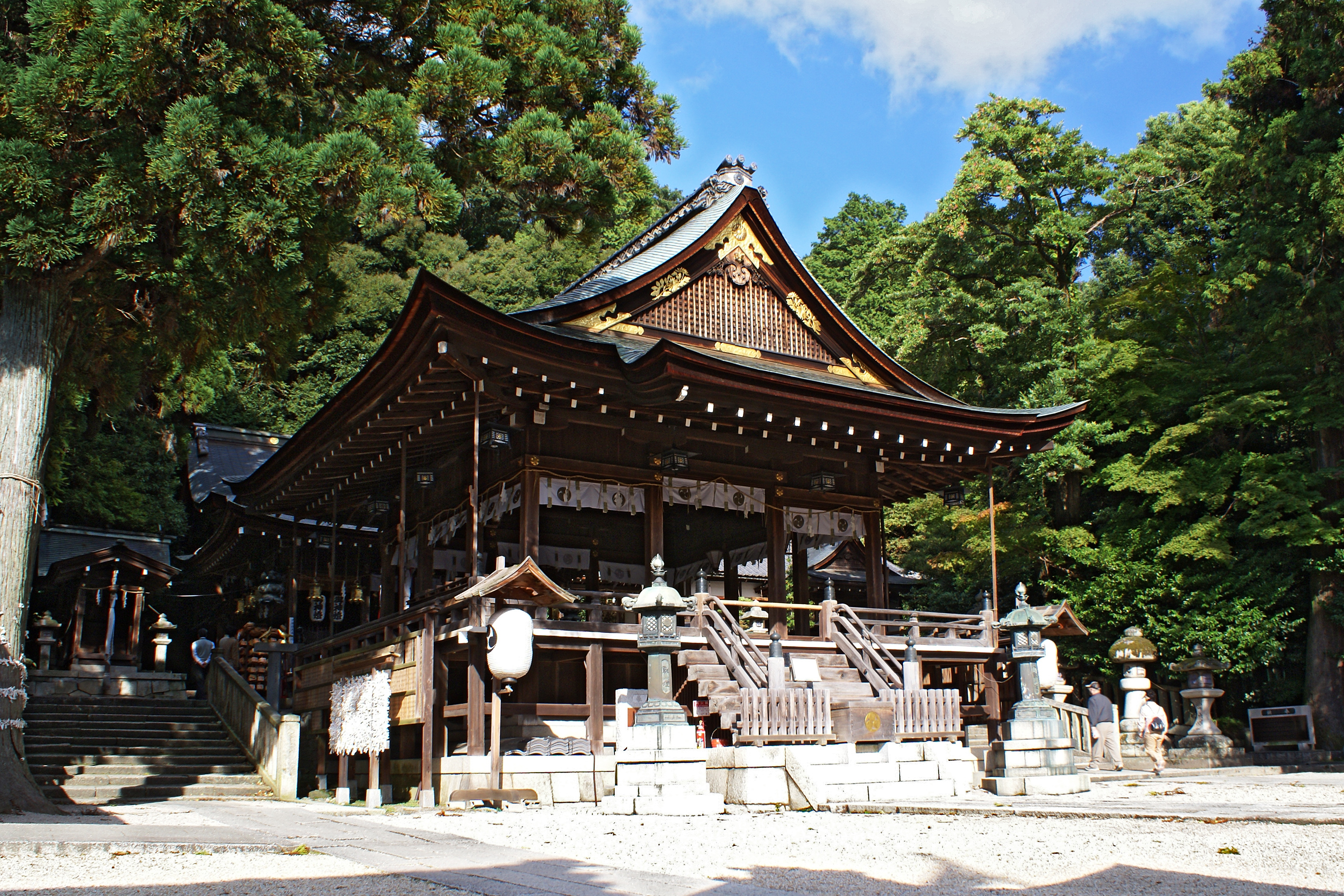
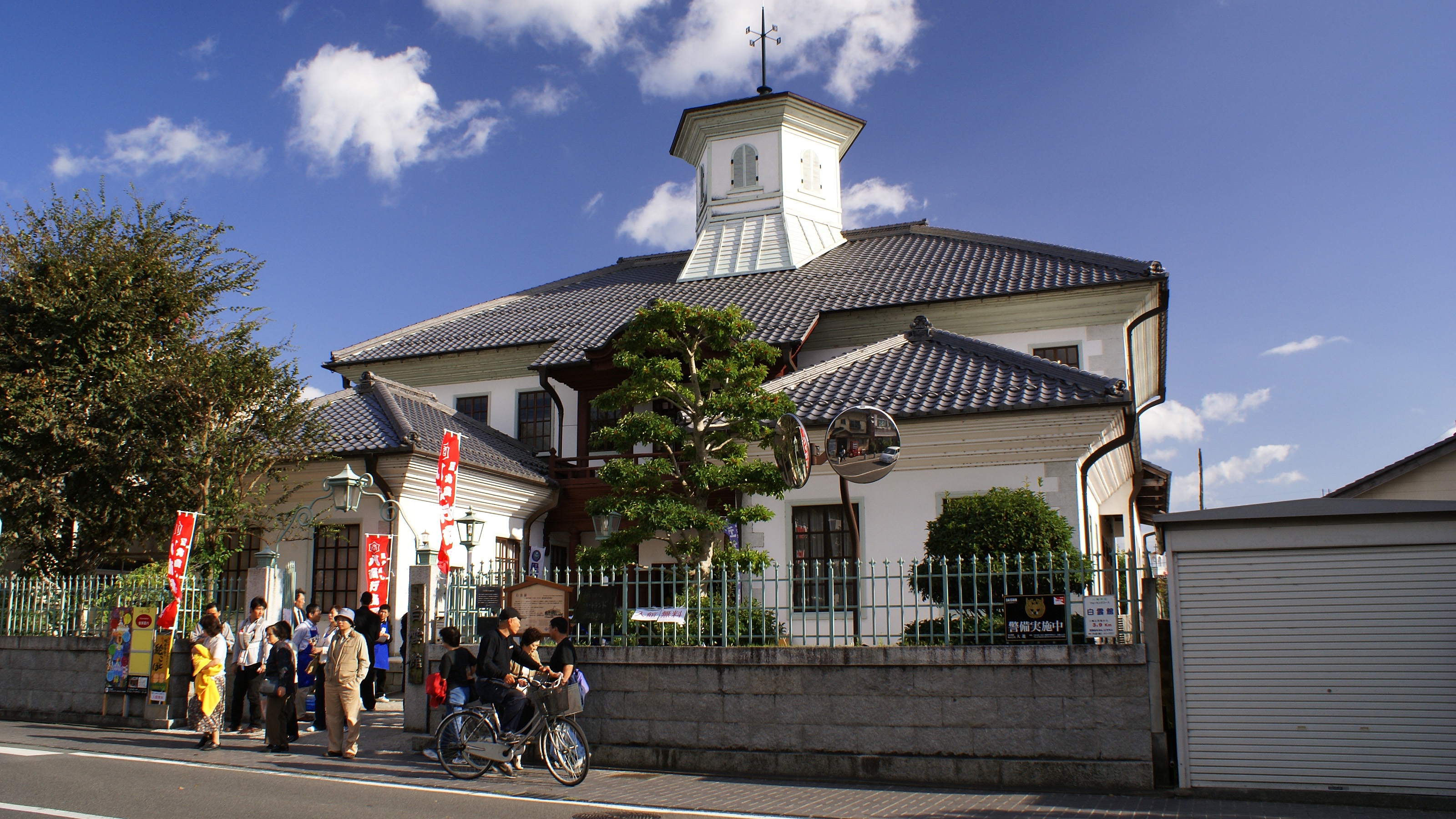
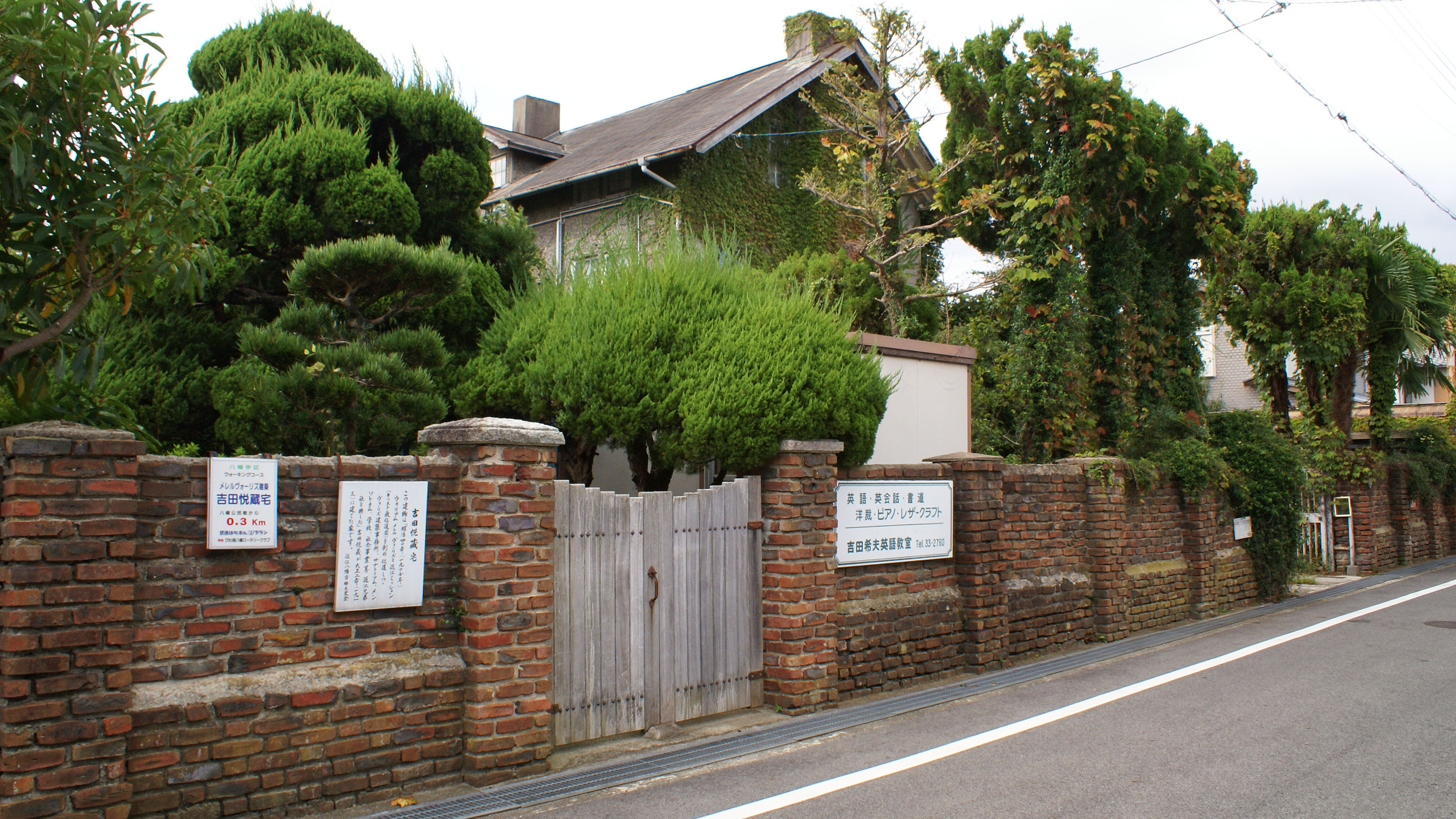
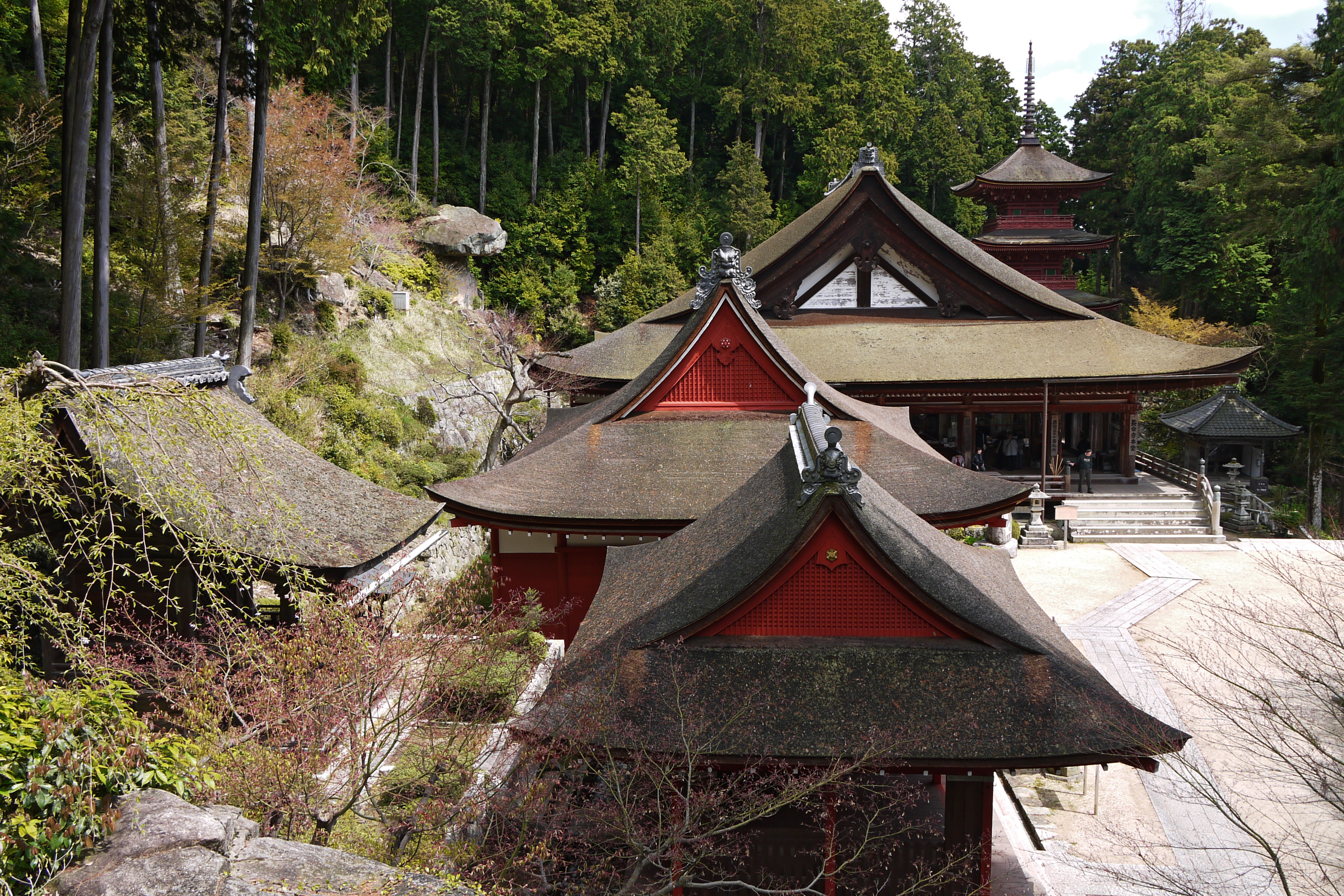
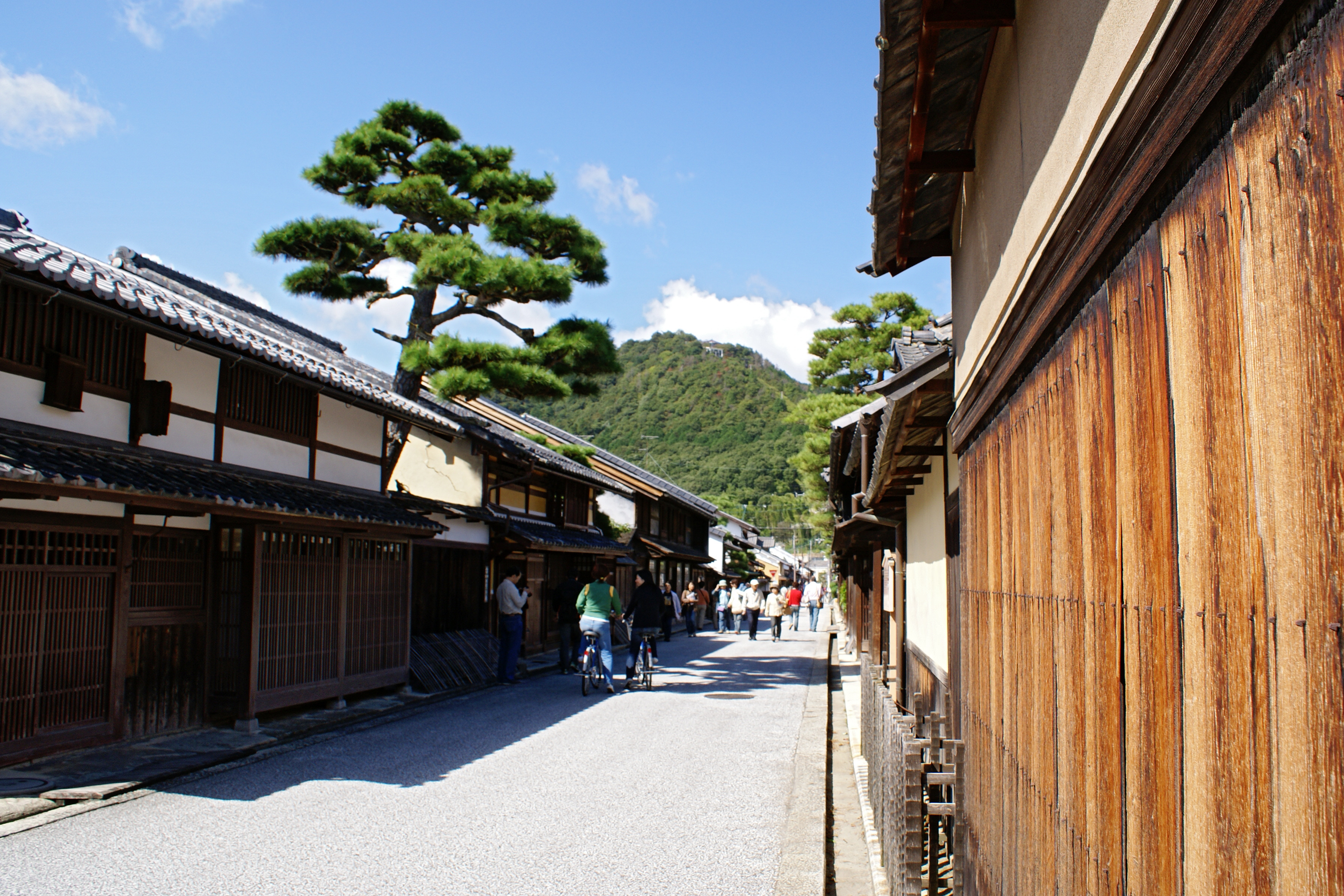